# Sankt Jakob in Haus
Sankt Jakob in Haus település Ausztriában, Tirolban a Kitzbüheli járásban található. Területe 9,6 km², lakosainak száma 754 fő, népsűrűsége pedig 79 fő/km² (2014. január 1-jén). A település 856 méteres tengerszint feletti magasságban helyezkedik el.

## Fordítás
- Ez a szócikk részben vagy egészben  a   Sankt Jakob in Haus című angol Wikipédia-szócikk ezen változatának fordításán alapul.  Az eredeti cikk szerkesztőit annak laptörténete sorolja fel. Ez a jelzés csupán a megfogalmazás eredetét és a szerzői jogokat jelzi, nem szolgál a cikkben szereplő információk forrásmegjelöléseként.